# Anterhynchium
Anterhynchium är ett släkte av steklar. Anterhynchium ingår i familjen Eumenidae.

## Dottertaxa tillAnterhynchium, i alfabetisk ordning[1]
- Anterhynchium abdominale
- Anterhynchium aestuans
- Anterhynchium alecto
- Anterhynchium andreanum
- Anterhynchium angulatum
- Anterhynchium astrophilum
- Anterhynchium auromaculatum
- Anterhynchium basimacula
- Anterhynchium beta
- Anterhynchium coracinum
- Anterhynchium decoratum
- Anterhynchium dictatorium
- Anterhynchium fallax
- Anterhynchium flammeus
- Anterhynchium flavolineatum
- Anterhynchium flavomarginatum
- Anterhynchium flavopunctatum
- Anterhynchium fulvipenne
- Anterhynchium gamma
- Anterhynchium grandidieri
- Anterhynchium grayi
- Anterhynchium hamatum
- Anterhynchium histrionicum
- Anterhynchium indosinense
- Anterhynchium luctuosum
- Anterhynchium madecassum
- Anterhynchium melanopterum
- Anterhynchium mellyi
- Anterhynchium mephisto
- Anterhynchium natalense
- Anterhynchium nigrocinctum
- Anterhynchium nimbosum
- Anterhynchium osborni
- Anterhynchium pacificum
- Anterhynchium pensum
- Anterhynchium rufipes
- Anterhynchium rufonigrum
- Anterhynchium synagroide
- Anterhynchium tamarinum
- Anterhynchium tasmaniense
- Anterhynchium uncatum
- Anterhynchium vastator
- Anterhynchium woodfordi
- Anterhynchium yunnanense